# Scotodrymadusa annulicornis
Scotodrymadusa annulicornis är en insektsart som först beskrevs av Boris Petrovich Uvarov 1922.  Scotodrymadusa annulicornis ingår i släktet Scotodrymadusa och familjen vårtbitare. Inga underarter finns listade i Catalogue of Life.